# Borchen
Borchen est une commune d'Allemagne, située à l'est du land de Rhénanie-du-Nord-Westphalie dans l'arrondissement de Paderborn.
La plupart de la commune s'étend dans le Haut Plateau de Paderborn (en allemand Paderborner Hochfläche), le plus grand karst et le plus grand paysage calcaire de Westphalie.
La rivière d'Altenau se jette dans l'Alme, un affluent de la Lippe.
Borchen a des limites - commençant au nord dans le sens des aiguilles d'une montre - avec les villes de Paderborn, de Lichtenau (Westphalie), de Bad Wünnenberg et de Salzkotten.
Les cinq quartiers de Borchen sont Alfen, Dörenhagen, Etteln, Nordborchen et Kirchborchen.
La mairie de Borchen se trouve dans Kirchborchen.
Le quartier de Borchen, Alfen, est jumelée avec Noyen-sur-Sarthe, dans la Sarthe.